# لومان (مینه‌سوتا)
لومان (به انگلیسی: Loman) یک منطقهٔ مسکونی در ایالات متحده آمریکا است که در Koochiching County واقع شده‌است. لومان ۳۳۴٫۰۶ متر بالاتر از سطح دریا واقع شده‌است.